# Sašo Dolenc
Sašo Dolenc, slovenski filozof, fizik, urednik, pisatelj, prevajalec in novinar, * 1973.
Področja njegovega raziskovanja zajemajo predvsem filozofijo in zgodovino znanosti. Je soustanovitelj, urednik in koordinator Kvarkadabre, ki je spletni časopis za popularizacijo znanosti. Je sodelavec Frekvence X in Inštituta za kriminologijo pri Pravni fakulteti v Ljubljani. Njegov cilj je predvsem popularizacija znanosti, torej razlaganje znanstvenih konceptov na način, da jih lahko razume kdorkoli.

## Šolanje
Sašo Dolenc je študiral fiziko in filozofijo na Univerzi v Ljubljani. Za svojo diplomo iz atomske fizike je prejel študentsko Prešernovo nagrado.

## Delo in kariera
Med letoma 2000 in 2009 je vodil vaje, seminarje in predaval narazličnih fakultetah Univerze v Ljubljani (Filozofska fakulteta, Fakulteta za strojništvo in Biotehniška fakulteta) in Univerze na Primorskem.
Objavil je že več kot tisoč poljudnoznanstvenih člankov (Delo, Dnevnik, Proteus; Kvarkadabra, Življenje in Tehnika...) za katere je leta 2006 prejel nagrado Prometej znanosti za odličnost v komuniciranju znanosti, leto kasneje pa še nagrado Futurum za inovacijsko novinarstvo. Poleg mnogih poljudnoznanstvenih člankov je tudi avtor oziroma soavtor šestnajstih izvirnih znanstvenih člankov, petih samostojnih znanstvenih sestavkov ali poglavij v monografski publikaciji in dveh monografij. Nekaj časa je bil tudi član uredništva revije Proteus. Kot avtor, soavtor, urednik ali prevajalec je sodeloval pri izdaji nekaj knjig in zbornikov.

### Književna dela v slovenščini
- Darwinova nevarna ideja in druge zgodbe o vesoljih, ljudeh in molekulah (2006)
- Kvarkadabra gre v kino (2007)
- Kratke zgodbe o skoraj vsem: o zvezdah, genih in atomih (2008)
- Nove kratke zgodbe o skoraj vsem (2010)
- Kaj je znanost? (2011)
- Kako ustvariti genija in druge kratke zgodbice o skoraj vsem (2012)
- Kratke zgodbe o skoraj vsem: 4. zvezek (2013)
- Od genov do zvezd (2016)
- Od genov do zvezd in naprej (2019)

### Književni deli v angleščini
- The Man Who Counted Infinity and Other Short Stories from Science, History and Philosophy (2012)
- Genius Who Never Existed and Other Short Stories (2014)